# 達阿拉卡各布列

達阿拉卡各布列曾經是全球唯一的三級飛地。

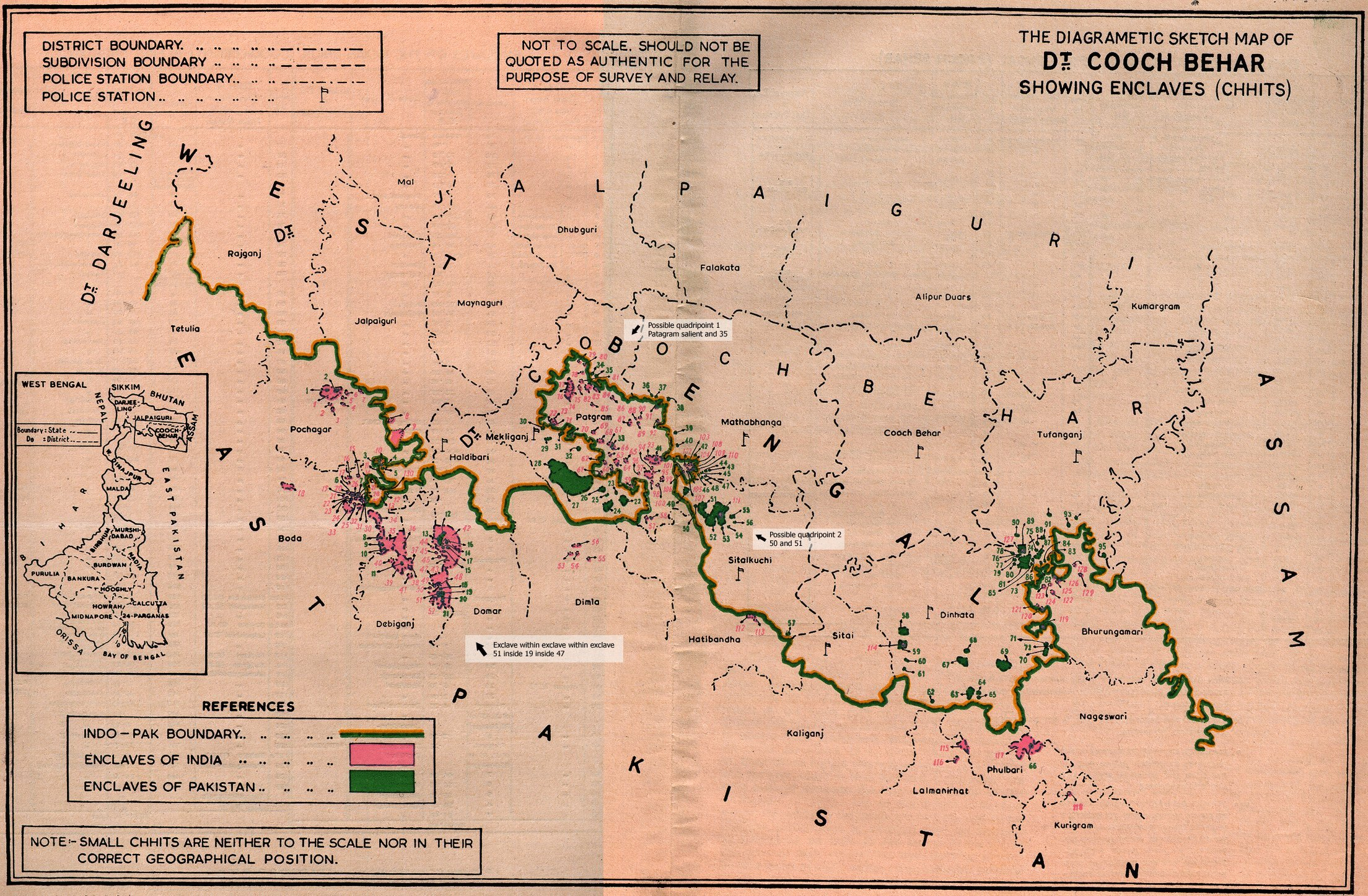
印度-孟加拉國邊境的標記了飛地的地圖。左下角帶有箭頭的標示（47號飛地中的19，19號中的51）指向的外飛地中，粉紅色的51號所示的就是達阿拉卡各布列（＃51）。

26°08′59″N 88°45′43″E / 26.14973888°N 88.76195555°E
達阿拉卡各布列（英語：Dahala Khagrabari）是一塊位於孟加拉西孟加拉邦庫奇比哈爾區，屬於印度的飛地。達阿拉卡各布列位於一個孟加拉飛地內，而該孟加拉飛地又位於一個印度飛地內，而此印度飛地又位於孟加拉境內，在2015年兩國簽署飛地互換的協議之前是全球唯一的三級飛地。同時，由於達阿拉卡各布列面積小於7000平方公尺，使當地成為印度和孟加拉國之間其中一個土地面積最細小的飛地。

## 概況
達阿拉卡各布列位於庫奇比哈爾區的約班索其保哈贊村（Upanchowki Bhajni）之裡，而事實上，約班索其保哈贊村又在屬印度的村落巴拿普亞卡格拉巴里（Balapara Khagrabari）之內。然而，這條村落又在孟加拉城市迪比治之中。因此，達阿拉卡各布列是飛地之中的飛地中的飛地。儘管達阿拉卡各布列面積不足7000平方公尺，但這仍不是印度和孟加拉國之間最小的飛地，真正的紀錄保持者為帕斯亞那（Panisala），一塊位於孟加拉朗布爾專區的印度飛地，其面積僅為1090平方公尺。
據報導，達阿拉卡各布列其實是一塊農田，而農田的主人亦順理成章的成為這塊三級飛地的主人。由於印度和孟加拉國之間的飛地零碎而分散，這些的飛地大多缺乏政府管理。在2011年兩國政府就此問題進行對話，但未能成功。直至2015年6月，兩國終達成共識，同意交換飛地，並容許這些飛地中的無國籍居民自行選擇印度或孟加拉國作為他們的國籍。在外飛地交換後，達阿拉卡各布列屬孟加拉所有。

## 資料來源
1. ↑  Whyte, Brendan R. . The University of Melbourne. 2002  [2015-06-11]. （原始内容存档于2021-03-14）.
2. ↑  . Fronterasblog.wordpress.com.   [2012-09-24]. （原始内容存档于2015-03-22） （西班牙语）.
3. ↑  . AFP. 2011-08-30  [2011-08-30]. （原始内容存档于2014-02-21）.
4. ↑  . NDTV. 12-9-2011  [12-9-2011]. （原始内容存档于2014-12-19）.